# Фридрих II (ландграф Гессен-Касселя)
Фридрих II Гессен-Кассельский (нем. Friedrich II von Hessen-Cassel; 14 августа 1720, Кассель — 31 октября 1785, дворец Вильгельмсхёэ, Кассель) — ландграф Гессен-Касселя из Гессенского дома в 1760—1785 годах.

## Биография
Фридрих II Гессен-Кассельский вошёл в историю Германии как единственный ландграф Гессена, после Реформации перешедший из протестантизма в католичество. Помимо этого, он прославился в годы американской Революции и Войны за независимость США как поставщик тысяч гессенских солдат в армию английского короля.
Фридрих был единственным наследником ландграфа Гессен-Кассельского Вильгельма VIII. Образование получил в учебных заведениях Швейцарии, в Женеве и Лозанне.
В 1740 году Фридрих женится на Марии Ганноверской, дочери короля Великобритании Георга II. С 1741 года он во главе гессенских войск участвует на стороне австрийского императора Карла VII в Войне за австрийское наследство; в австрийской армии получает звание генерал-лейтенанта.
В феврале 1749 года, после посещения архиепископа Климента Августа в Падерборне, Фридрих тайно принимает католичество. Узнав об этом, его супруга Мария с сыновьями Вильгельмом, Карлом и Фридрихом покинула мужа. Также отец его, правивший ландграф Вильгельм VIII, лишил его наследования части территории Гессен-Касселя, выделив из него графство Ханау и завещав его своему внуку Вильгельму. Фридрих более никогда не видел свою первую жену Марию, а с сыновьями встретился лишь в 1782 году.
После смерти Марии Ганноверской Фридрих в 1773 году вновь женился — на принцессе Филиппине (1745—1800) из линии Бранденбург-Шведт.
Во время Семилетней войны Гессен-Кассель выступил на стороне Пруссии. В связи с этим Фридрих был возведён в чин генерала пехоты прусской армии (в марте 1759 года) и назначен вице-губернатором Везеля. Под командованием Фридриха находились 48-й и (с 1757 года) 45-й пехотные полки.
Фридрих II воевал в рядах прусской армии в Моравии и Силезии до окончания военных действий в 1763 году.
В 1760 году Фридрих становится ландграфом Гессен-Касселя и предпринимает попытки вернуть себе графство Ганау, однако в этом он натолкнулся на сопротивление Великобритании и лютеранского духовенства. После окончания Семилетней войны он активно развивает хозяйство Гессена, ведёт обширное строительство, основывает заводы и фабрики, приглашает в свою страну деятелей науки и культуры. В 1777 году он основывает Академию искусств в Касселе. В 1779 году в Касселе же открывается Фридерицианум — первый открытый для посещений, публичный музей на европейском континенте.
Средства для развития хозяйства, науки и культуры Фридриху II поступали в первую очередь из распространённой в XVIII столетии в Европе продажи солдат другим государствам и государям — преимущественно австрийским императорам, Франции и Великобритании. Ещё отец Фридриха, Вильгельм VIII отправлял в 1756 году гессенские войска (около 8000 человек) в Англию, чтобы предотвратить ожидавшееся вторжение на Британские острова французов. Затем они были возвращены на континент и воевали в западной части Германии. Позднее Англии потребовались солдаты из Германии для подавления Революции в её американских колониях, и Фридрих II, а также некоторые другие немецкие князья, отправили в Америку более 20 тысяч солдат. Заключённый между английским королём Георгом III и Гессен-Касселем договор сделал Фридриха II одним из богатейших правителей в Германии. Так как в английских войсках воевавшие немцы были преимущественно из Гессен-Касселя, у американцев сохранилось обозначение «гессенцы» для всех наёмников из Германии, воевавших тогда на стороне Англии.
Фридрих II скоропостижно скончался от инсульта, оставив после себя сыну-наследнику развитую экономику и полную казну. Похоронен в построенной им кассельской католической церкви Св. Елизаветы — единственный из ландграфов Гессен-Касселя, похороненный не в склепах Мартинскирхе Касселя.

## Семья
В первом браке Фридриха с Марией Ганноверской у них родились 4 детей:
- Вильгельм (1741—1742)
- Вильгельм I (1743—1821)
- Карл (1744—1836)
- Фридрих III (1747—1837), ландграф Гессен-Румпенхейма, родоначальник современной линии Гессенского дома.

Второй брак Фридриха II с Филиппиной Бранденбург-Шведтской был бездетным.